# Beuvardes

Beuvardes este o comună în departamentul Aisne din nordul Franței. În 1 ianuarie 2022 avea o populație de 741 de locuitori.